# Proteuxoa florescens
Proteuxoa florescens là một loài bướm đêm thuộc họ Noctuidae. Nó được tìm thấy ở Lãnh thổ Thủ đô Úc, New South Wales, Nam Úc, Tasmania, Victoria và Tây Úc.
Sải cánh dài khoảng 40 mm. Adults have light và dark brown patterned forewings, each with a dark comma mark và pale brown hindwings.